# Jinx - Fornelli e magie
Jinx - Fornelli e magie è una sitcom britannica trasmessa dal 31 ottobre 2009 su BBC Two nel Regno Unito e dal 14 giugno 2010 su Disney Channel Italia, basata sui libri di Fiona Dunbar.

## Trama
La protagonista è Lulu Baker, la cui vita cambia radicalmente quando scopre di essere la nuova padrona di un libro di cucina stregato. Cookie la aiuterà ad uscire dai guai, dandole delle ricette che Lulu dovrà seguire per cucinare piatti magici.

## Episodi
| Stagione       | Episodi | Prima TV Inghilterra | Prima TV Italia |
| -------------- | ------- | -------------------- | --------------- |
| Prima stagione | 13      | 2009                 | 2010            |

## Personaggi
Lulu Baker

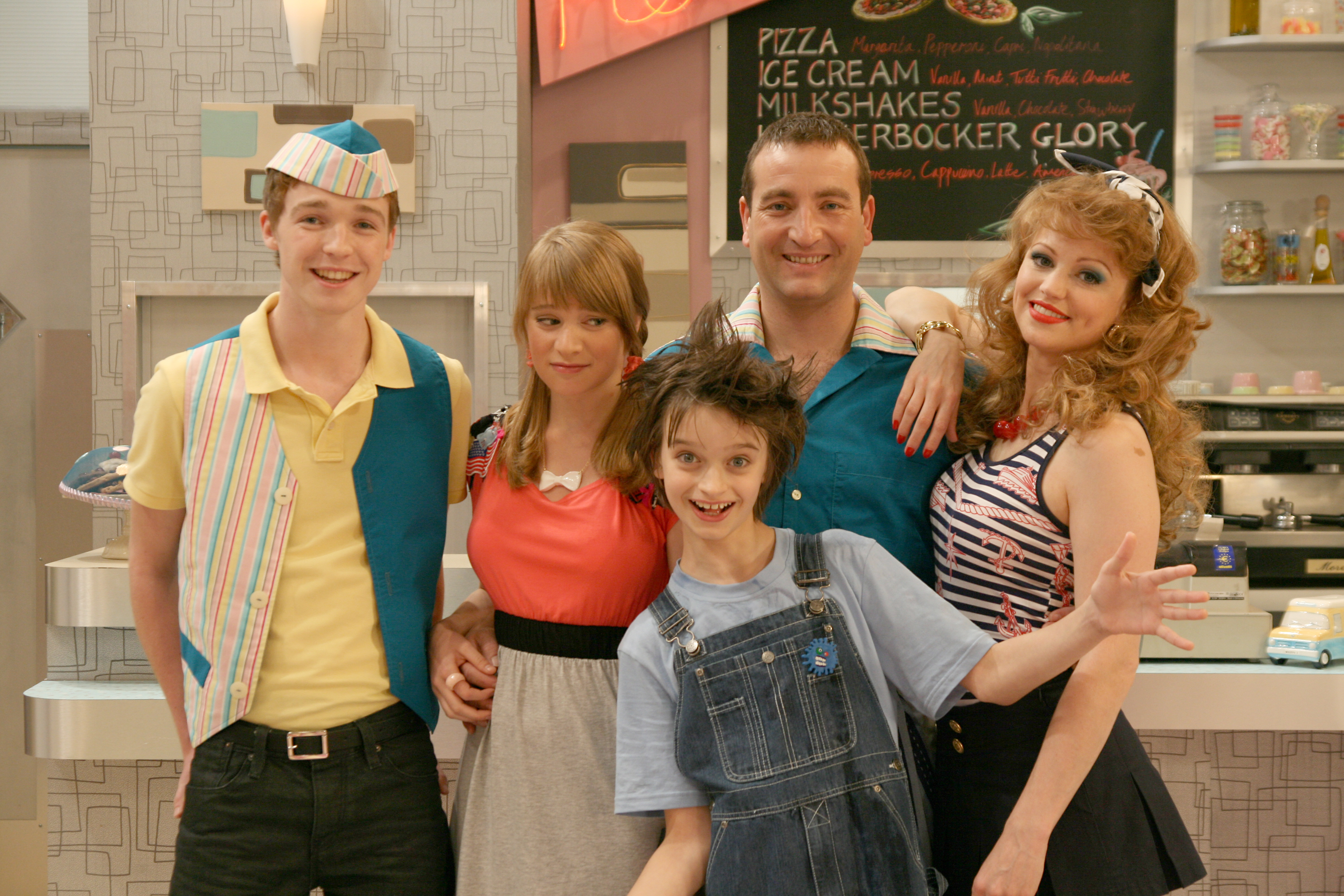
Il cast della serie

Interpretata da Amber Beattie è la protagonista della serie. Ha quattordici anni e frequenta la California High School. Intelligente, sveglia e creativa, non riesce a trovare soluzione ai suoi problemi. È molto legata al papà Mike, e ritiene piuttosto strani i comportamenti della matrigna Minty, che le vuole molto bene. Frenchy è la sua migliore amica, ed ha un cugino di nome Chip. È spesso indispettita dal fratellastro Torquil, che le fa numerosi scherzetti. La sua acerrima nemica è Penny Kilbrath, figlia di Mrs. Kilbrath, la direttrice antipatica della scuola. Lulu le definisce "una coppia di streghe puzzolenti, perfide, antipatiche e dispettose". La sua vita cambierà quando scopre di essere la nuova padrona del libro di cucina di sua madre, e di avere una fata madrina di nome Cookie, con cui si diverte a fare ricette magiche per cambiare i comportamenti delle vittime, ma spesso queste ricette le procurano problemi.
Cookie
Interpretata da Chizzy Akudolu, è la simpatica fatina che abita all'interno del libro magico di Lulu, appartenente in passato alla madre di quest'ultima. È molto dispettosa, e si diverte spesso a causare dispetti a Lulu stessa. Spesso si diverte a prendere in giro le persone appartenenti alle classi sociali di Lulu, oppure anche Frenchy, Torquil, e i genitori di Lulu e Torquil. Dice di non avere un fidanzato dal 1582, e aiuta a Lulu nel preparare le ricette magiche. Lulu è l'unica che può vederla e sentirla.
Chip Sollon
Interpretato da Ben-Ryan Davies. Sempre con la battuta pronta, Chip è il personaggio comico della serie. Crede negli alieni, e si diverte a guardare film horror e di fantascienza. Nel terzo episodio avrebbe dovuto aiutare Lulu a vincere una sfilata, ma non lo ha fatto a causa dei troppi impegni, come il calcio, la scuola e il bar. Per aiutarlo, Lulu e Cookie creano dei biscotti che, appena cotti, prendono le sembianze di tre Chip: uno scontroso, perché nell'impasto Lulu aveva aggiunto latte acido; l'altro romantico, perché aveva aggiunto troppo zucchero nell'impasto; e l'ultimo poco intelligente, perché l'impasto era venuto leggermente male. Frenchy ha una cotta per lui.
Frenchy
Interpretata da Gia Lodge O-Meally è la migliore amica di Lulu. È l'unica a conoscenza del segreto di Lulu. È molto semplice, intelligente, spontanea e creativa, e condivide tutto insieme a Lulu. È innamorata di Chip, il cugino di Lulu, ma quest'ultimo spesso la evita e non si rende conto che Frenchy ha una cotta per lui. Nel primo episodio, Torquil fa mangiare a Frenchy una ciambella che rende le persone invisibili, mentre nel terzo episodio Frenchy esce con i Chip creati da Lulu. Ma poi li lascia, perché non ne poteva più dei suoi comportamenti troppo esagerati.
Torquil LeBone
Interpretato da James Ainsworth, è figlio di Minty e fratellastro di Lulu, si diverte a farle dispetti. È molto esagerato, e adora rubare ciambelle, se non le mangiasse la sua scintillante ed effervescente personalità sarebbe seriamente in pericolo. È innamorato di Frenchy, solo che quest'ultima non lo ama anche per la sua differenza d'età, malgrado Torquil abbia 10 anni, mentre Frenchy 14 anni.
Minty LeBone Baker
Interpretata da Lucy Chalkey. Mamma di Torquil, nuova signora Baker e moglie di Mike, si veste sempre in modo esagerato. Vuole molto bene ai suoi figli, ha un club di "ragazzoccie", e tratta stranamente le persone che non ritiene alla sua altezza. A 18 anni era una famosa popstar, chiamata "BaraMinta Angel" e ha scalato le classifiche di tutto il mondo con il singolo Life is a Miserable Journey.
Mike Baker
Interpretato da Michael Nardone. È il prototipo della classica persona inglese. Mangia hot-dog, hamburger, pizze e pop-corn, ama tanto Minty, da non litigarci mai. È originario della Sicilia, precisamente di Caltagirone, e ha un fratello di nome Paolo, interpretato anch'esso da Michael Nardone. Non gli vuole bene, ed erano rivali fin da quand'erano piccoli.